# Niszczyciele typu Nembo
Niszczyciele typu Nembo – włoskie niszczyciele z przełomu XIX i XX wieku. W latach 1899–1905 w stoczni Pattison w Neapolu zbudowano sześć okrętów tego typu. Jednostki weszły w skład Regia Marina w latach 1902–1905 i wzięły udział w I wojnie światowej, ze stratą trzech okrętów. Pozostałe trzy jednostki zostały w 1921 roku przeklasyfikowane na torpedowce, a ze służby wycofano je w latach 1923–1924.

## Projekt i budowa
Niszczyciele typu Nembo były pierwszymi seryjnie zbudowanymi we Włoszech jednostkami tej klasy, nie licząc nieudanego „Fulmine”. Okręty zaprojektował inż. Luigi Scaglia przy współpracy specjalistów z brytyjskiej stoczni Thornycroft.
Wszystkie okręty typu Nembo zbudowane zostały w stoczni Cantieri Navali Pattison w Neapolu. Budowę okrętów rozpoczęto w 1899 roku, zostały zwodowane w latach 1901–1904, a do służby w Królewskiej Marynarce Wojennej przyjęto je w latach 1902–1905.
| Okręt      | Stocznia | Początek budowy     | Wodowanie            | Wejście do służby    |
| ---------- | -------- | ------------------- | -------------------- | -------------------- |
| „Nembo”    | Pattison | 6 sierpnia 1899     | 18 maja 1901         | 26 czerwca 1902      |
| „Turbine”  | Pattison | 20 sierpnia 1899    | 21 listopada 1901    | 28 sierpnia 1902     |
| „Aquilone” | Pattison | 10 września 1899    | 16 października 1902 | 12 października 1903 |
| „Borea”    | Pattison | 2 października 1899 | 12 grudnia 1902      | 6 października 1903  |
| „Zeffiro”  | Pattison | ?                   | 14 maja 1904         | 1 kwietnia 1905      |
| „Espero”   | Pattison | ?                   | 9 lipca 1904         | 1 kwietnia 1905      |

## Dane taktyczno-techniczne
Okręty były niewielkimi, pełnomorskimi niszczycielami o długości całkowitej 64 m (63,39 m między pionami), szerokości 5,94 m i zanurzeniu 2,29 m. Wyporność normalna wynosiła 325 ton, a pełna 380 ton. Okręty napędzane były przez dwie pionowe maszyny parowe potrójnego rozprężania o łącznej projektowanej mocy 5000 KM (w praktyce maszyny osiągały większą moc, pomiędzy 5200 a 5350 KM), do których parę dostarczały trzy wodnorurkowe kotły Thornycroft. Dwuśrubowy układ napędowy pozwalał osiągnąć prędkość 30 węzłów. Okręty zabierały początkowo zapas 80 ton węgla. Po przystosowaniu kotłów do opalania mazutem zasięg wynosił 2200 Mm przy prędkości 9 węzłów (lub 330 Mm przy 25 węzłach).
Dwa pierwsze niszczyciele („Nembo” i „Turbine”) były uzbrojony w pojedyncze działo dwunastofuntowe kal. 76 mm (3 cale) QF Ansaldo M1897 L/40. Masa działa wynosiła 625 kg, masa naboju 5,9 kg, kąt podniesienia lufy od -10 do +42°, prędkość wylotowa pocisku 674 m/s, donośność maksymalna 9850 metrów, a szybkostrzelność 15 strz./min. Oprócz tego na okrętach zainstalowano pięć pojedynczych dział sześciofuntowych kal. 57 mm Nordenfelta M1886 L/43. Masa działa wynosiła 338 kg, masa naboju 2,73 kg, kąt podniesienia lufy od -10 do +15°, prędkość wylotowa pocisku 670 m/s, a szybkostrzelność 18 strz./min. Uzbrojenie uzupełniały dwie pojedyncze wyrzutnie torped kal. 350 mm (14 cali). Pozostałe cztery jednostki ukończono w innej konfiguracji uzbrojenia: nie miały działa kal. 76 mm, a jedynie pięć dział kal. 57 mm, lecz otrzymały silniejsze uzbrojenie torpedowe w postaci czterech wyrzutni (w tym jednej na dziobie).
Załoga pojedynczego okrętu składała się z 3–5 oficerów oraz 48–53 podoficerów i marynarzy.

## Służba
W 1905 roku „Nembo” i „Turbine” przeszły modernizację uzbrojenia: zdemontowano działa kal. 76 mm, dodając w zamian dwie wyrzutnie torped kal. 350 mm. Pomiędzy 1908 a 1912 rokiem na wszystkich okrętach zainstalowano nowe kotły, przystosowane do opalania paliwem płynnym, a także dodano trzeci komin. W 1909 roku po raz kolejny dokonano zmiany uzbrojenia jednostek: zdemontowano wszystkie działa kal. 57 mm i wyrzutnie torped kal. 350 mm, instalując cztery pojedyncze działa kal. 76 mm i dwie pojedyncze wyrzutnie torped kal. 450 mm. Po przystąpieniu Królestwa Włoch do I wojny światowej, niszczyciele przystosowano do roli stawiaczy min (mogły zabierać 10–16 min morskich). W działaniach wojennych utracono trzy jednostki tego typu. „Turbine” został zatopiony 24 maja 1915 roku na południowym Adriatyku w okolicach Barletty, zniszczony ogniem artylerii austro-węgierskiego krążownika SMS „Helgoland” i niszczycieli „Csepel” (który został trafiony pociskiem z włoskiego okrętu), „Tátra” i „Lika”. „Nembo” został zatopiony 17 października 1916 roku na południowym Adriatyku, po trafieniu dwoma torpedami wystrzelonymi przez austro-węgierski okręt podwodny SM U-16, który podczas tej akcji również zatonął. „Borea” został zatopiony 15 maja 1917 roku u wybrzeży Albanii podczas bitwy w Cieśninie Otranto, zniszczony przez austro-węgierskie niszczyciele SMS „Csepel” i „Balaton”. W 1919 roku na ocalałych trzech okrętach jedną armatę kal. 76 mm zastąpiono karabinem maszynowym kal. 6,5 mm L/80, demontując także jeden z kotłów wraz z kominem (w wyniku tej zmiany moc siłowni zmniejszyła się do 3400 KM, a prędkość okrętów zmalała do 25 węzłów). 1 lipca 1921 roku niszczyciele zostały przeklasyfikowane na torpedowce, a z listy floty skreślono je w latach 1923–1924.